# Langenberg und Bocksberg bei Wallendorf
Koordinaten: 49° 52′ 56″ N, 6° 16′ 30″ O
Das Naturschutzgebiet Langenberg und Bocksberg bei Wallendorf liegt im Eifelkreis Bitburg-Prüm in Rheinland-Pfalz. Das etwa 47,5 ha große Gebiet, das im Jahr 1991 unter Naturschutz gestellt wurde, erstreckt sich nordwestlich der Ortsgemeinde Wallendorf. Unweit südlich fließt die Our und verläuft die Staatsgrenze zu Luxemburg. Die Kreisstraße K 92 durchquert das Gebiet, östlich fließt der Gaybach und verläuft die Landesstraße L 1.
Schutzzweck ist die Erhaltung und Entwicklung von südexponierten Halbtrockenrasen in extremer Steillage, Glatthaferwiesen in extrem trockener Ausprägung, Streuobstwiesen, Trockenmauern, Gebüschformationen, Laubmischwald-Bereichen, die sich zum Teil zum Niederwald und zum Teil aus Resten von Eichen-Elsbeerenwäldern zusammensetzen, sowie Quellmulden mit angrenzenden Feuchtwiesen als Lebensräume zahlreicher bestandsgefährdeter Tier- und Pflanzenarten. Darüber hinaus soll auch der Charakter einer Kulturlandschaft in ihrer früheren kleinstrukturierten Nutzungsweise erhalten werden.